# Родная Слободка
Родная Слободка — деревня в Козельском районе Калужской области. Входит в состав Сельского поселения «Деревня Подборки».
Расположена примерно в 4 км к северу от села Подборки.

## Население
На 2010 год население составляло 7 человек.